# Bitva o Westerplatte
Bitva o Westerplatte byla první bitvou v rámci německé invaze do Polska a je považována za úvodní střetnutí druhé světové války. 
Westerplatte je polský poloostrov vybíhající z pevniny do Baltského moře. V jeho těsném sousedství se nachází město Gdaňsk. Na poloostrově během dvacátých let 20. století postavili Poláci překladiště, které později chránila jejich vojenská jednotka. Útokem na ni 1. září 1939 začaly boje druhé světové války. Ač Němci měli převahu, a to jak počtem vojáků, tak materiální, dokázali jim polští obránci úspěšně vzdorovat po celých sedm dní, než byli donuceni kapitulovat. Na památku těchto obránců, kteří jsou v Polsku ceněni pro svou chrabrost, byl roku 1966 na Westerplatte vybudován pomník. U něj si vysocí političtí představitelé pravidelně připomínají začátek, ale i konec bojů druhé světové války v Evropě.

## Lokalita
Westerplatte je písčitý poloostrov u polského města Gdaňsk vybíhající do Baltského moře. Nachází se severně od ústí Mrtvé Visly do moře.

### Historie
Vznikl v polovině 18. století, kdy tato část pevniny vystoupila nad vodní hladinu. Před rokem 1914 se na něm nacházely pláže a pobřežní pevnost obrácená do moře. Oblast města Gdaňsk a jeho okolí patřila do takzvaného Pomořanského koridoru, který odděloval Východní Prusko od zbytku Německa. Na délku měl koridor asi 150 kilometrů a v nejužším místě byl široký 50 kilometrů. Pro Polsko představoval jediné spojení s mořem. Z pohledu Němců naopak tvořil klín rozdělující celistvost Říše.
Město Gdaňsk bylo hanzovní s většinou německého obyvatelstva. Z jeho přístavu již ve středověku vyplouvaly lodě s polským zbožím. Na začátku 20. století, po první světové válce, se podle Versailleské smlouvy měl Gdaňsk stát součástí Polska. Ovšem na přání Německa vzniklo z Gdaňsku a jeho okolí Svobodné město s vlastní vládou, měnou i vlajkou. Dozor nad ním vykonával zvláštní komisař Společnosti národů, jímž se stal Carl Jacob Burckhardt. Využívat tak přístav ve městě mohli jak Němci, tak také Poláci. Ti navíc museli zbourat starou pevnost na Westerplatte, naopak mohli mít v Gdaňsku vlastní poštu a na Westerplatte si směli vybudovat překladiště vojenského materiálu. Městský senát ovšem Polákům postupně znepříjemňoval postavení ve městě do té míry, že Polsko roku 1924 zahájilo stavbu vlastního námořního přístavu ve Gdyni. Po jeho dokončení se pro vykládání vojenského materiálu již gdaňské přístaviště nevyužívalo. Od roku 1925 ale mohli mít Poláci na Westerplatte pro ochranu překládaných vojenských materiálů ochranný oddíl čítající 88 mužů. Nesměli ale mít žádnou těžkou výzbroj a zapovězenu rovněž měli výstavbu opevnění. Gdaňské úřady mohly dodržování tohoto nařízení kontrolovat.

### Popis poloostrova

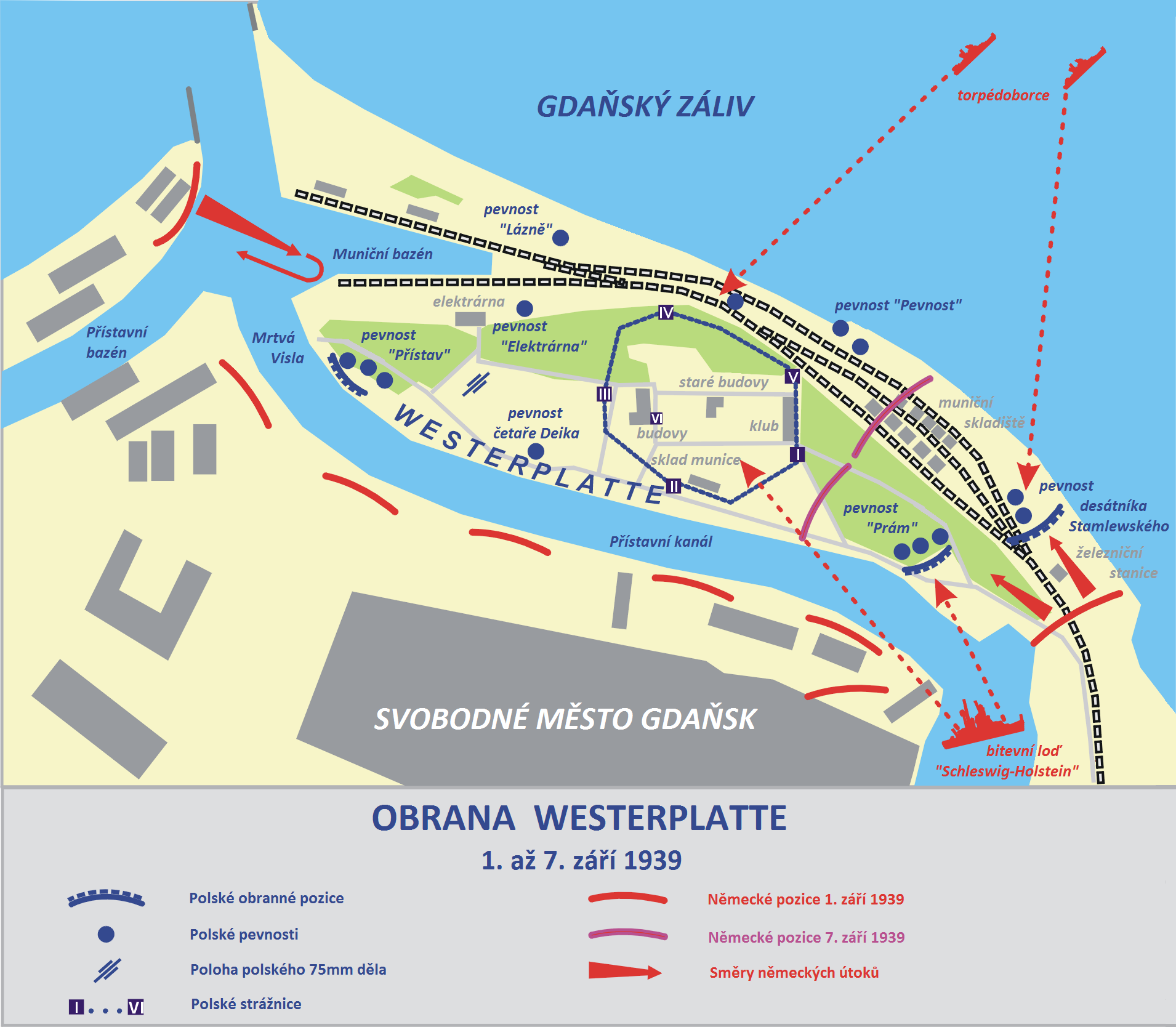
Schéma poloostrova během bitvy

Poloostrov Westerplatte má tvar oválu ve směru západ–východ. Ze severu a východu jej omývají vody Baltského moře, po západní a jižní straně Mrtvá Visla využívaná též jako přístavní kanál. Za ním jižně se nachází Nový přístav. Jediné spojení Westerplatte s pevninou je zajištěno úzkou šíjí v jihovýchodní části poloostrova. Tudy sem vedla železniční trať a silnice.
V centrální části poloostrova se nacházela kasárna spolu s dalšími objekty obránců Westerplatte. Kolem těchto objektů stálo přibližně v kruhu pět strážních bunkrů označovaných čísly 1 až 5. Z dalších vojenských staveb se na ostrově nacházelo sedm menších pevnůstek. Jednou z nich byl i „Prám“ nacházející se jihovýchodně od zmíněných v kruhu vybudovaných bunkrů. Na severovýchodní straně poloostrova se nacházela železniční stanice, nicméně železniční koleje byly vedeny po celé východní i severní straně až k západnímu okraji Westerplatte.

## Bitva

### Před válkou
Ač nesměli Poláci ostrov opevňovat, přesto tajně vyztužili stěny některých zdejších budov. Upravovalo se také okolí budov na poloostrově. Všechny tyto činnosti ale mohly být prováděny pouze v noci, aby Němci nic nepoznali. Přes den musel být vždy klid.
Navíc se povedlo tajně posílit i jednotku polských obránců. Na Westerplatte totiž vedle vojáků pracovalo ještě asi třicet civilních zaměstnanců. Tvořili je především technici a řemeslníci. Na neděli však někteří vojáci dostávali propustku a mohli vyrazit do Gdyně. Dovážel je tam malý parník polského válečného námořnictva. Ráno vyrážel plný z Westerplatte a večer se vracel nazpět. Příslušník gdaňské policie vždy ráno ze břehu spočítal počet osob, které do lodě nasedly a stejný počet osob se pak musel navečer opět navrátit. Ve skutečnosti ale ranním spojem z Westerplatte necestovali vojáci, nýbrž civilní zaměstnanci oblečení do vojenských stejnokrojů a v příručním kufříku si vezli svůj civilní oděv. Když parník dorazil do Gdyně, převlékli se civilisté do běžného denního oblečení a odešli domů. Večer pak loďkou cestovali na Westerplatte noví vojáci. Následující den se civilní zaměstnanci dopravili na poloostrov přes Gdaňsk místní tramvají.

### 25.srpna

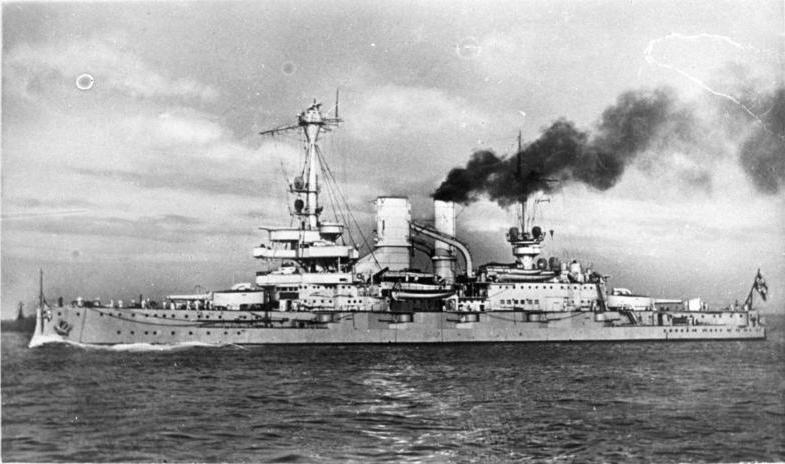
Loď Schleswig-Holstein

Během noci z 24. na 25. srpna 1939 se na otevřeném Baltském moři setkaly dvě německé vojenské lodě. Jednou byla bitevní loď Schleswig-Holstein a druhou vojenská dopravní loď. Ta v podpalubí převážela ozbrojené vojáky. Když byly lodě v těsné blízkosti, natáhli mezi nimi námořníci můstek a vojáci po něm přešli z dopravní lodě na bitevní, na které se opětovně schovali do jejích útrob. Následně loď Schleswig-Holstein zamířila do Gdaňsku. Tam doplula 25. srpna. Když se blížila k přístavišti, vyjely jí naproti dva remorkéry, a sice Danzig a Albert Forster, které ji následně podél Westerplatte zavedly hlouběji do přístavu. Podle zpráv berlínského i gdaňského tisku a rozhlasu připlula německá loď proto, aby se její námořníci (kadeti) na zdejším hřbitově poklonili svým předchůdcům z křižníku SMS Magdeburg, kteří zde byli pohřbení, a na jejich hroby položili květiny.
Večer ten den přetáhly loď Schleswig-Holstein remorkéry do těsné blízkosti Westerplatte. Zakotvily od něj ve vzdálenosti asi 200 metrů v místě, kde nikdy předtím žádná loď nekotvila a pouze tudy proplouvaly hlouběji do vnitrozemí. Následujícího dne (26. srpna) totiž plánoval Adolf Hitler zahájit válku s Polskem. Asi ve 20.30, když už byla úplná tma, spustili námořníci z německé lodi na hladinu několik člunů, na něž z podpalubí nasedali ukrytí vojáci. V tichosti se pak přeplouvali k poloostrovu, kde čekali na své spolubojovníky.
Protože však 25. srpna poskytlo Spojené království Polsku v případě jeho napadení Německem písemné záruky a vojenskou pomoc, Hitler svůj původní úmysl přehodnotil a rozhodl se nezaútočit. Po 21. hodině tak radisté na lodi Schleswig-Holstein přijali telegrafickou depeši odvolávající připravovanou akci. Vojáci, kteří se tou dobou již nacházeli na pobřeží Westerplatte, tak opětovně nasedli na čluny a přeplavili se zpět na loď. Následně němečtí vojenští velitelé narychlo vymýšleli program, jenž by zdůvodňoval setrvávání válečné lodě v tomto prostoru.

### 26.–31.srpna
Během následujících dnů se na kotvící lodi konaly exkurze pro veřejnost a školní mládež. Sice tedy Němci 25. srpna nakonec Polsko nenapadli, ale jejich vojenští velitelé upozorňovali Adolfa Hitlera, že je nutné vbrzku skutečně zaútočit, aby Němci nepřišli o moment překvapení. Poslední srpnový den se tedy Hitler rozhodl, že ráno následujícího dne na Polsko zaútočí.
Tou dobou, na konci srpna, měla německá armáda v okolí Gdaňsku dislokovánu Skupinu armád Sever, které velel generálplukovník Fedor von Bock. Tvořila ji 3. a 4. armáda. První z nich velel generál dělostřelectva Georg von Küchler a nacházela se ve Východním Prusku. Druhá pod vedením generála dělostřelectva Günthera von Kluge vyčkávala na německo-polských hranicích západně od Gdaňsku. Podle německých plánů se měly po zahájení útoku tyto dvě armády spojit a rozdělit tak horizontálně polské území na dvě části, a sice oblasti kolem města Gdyně oddělit od zbytku Polska. Spojené armády pak měly postupovat směrem na Varšavu.
Podle plánů Generálního štábu polské armády se měla westerplattská jednotka v případě napadení bránit šest hodin. Poté ji měl podpořit armádní sbor od Grudziądze. Poslední srpnový den se ale tato lhůta protáhla na dvojnásobek, tedy na dvanáct hodin. Navíc obránci Westerplatte netušili, že se armádní sbor, jenž jim měl v případné obraně pomoci, z rozkazu vrchního velitele maršála Edwarda Śmigły-Rydze stáhl hlouběji do vnitrozemí.
Poláci na Westerplatte  byli na přelomu srpna a září vyzbrojeni 35 těžkými kulomety, šesti lehkými kulomety, čtyřmi minomety ráže 81 milimetrů, 160 puškami, jedním pěchotním dělem ráže 75 milimetrů, dvěma protitankovými kanóny ráže 37 milimetrů, střelivem a ručními granáty.

### 1.září

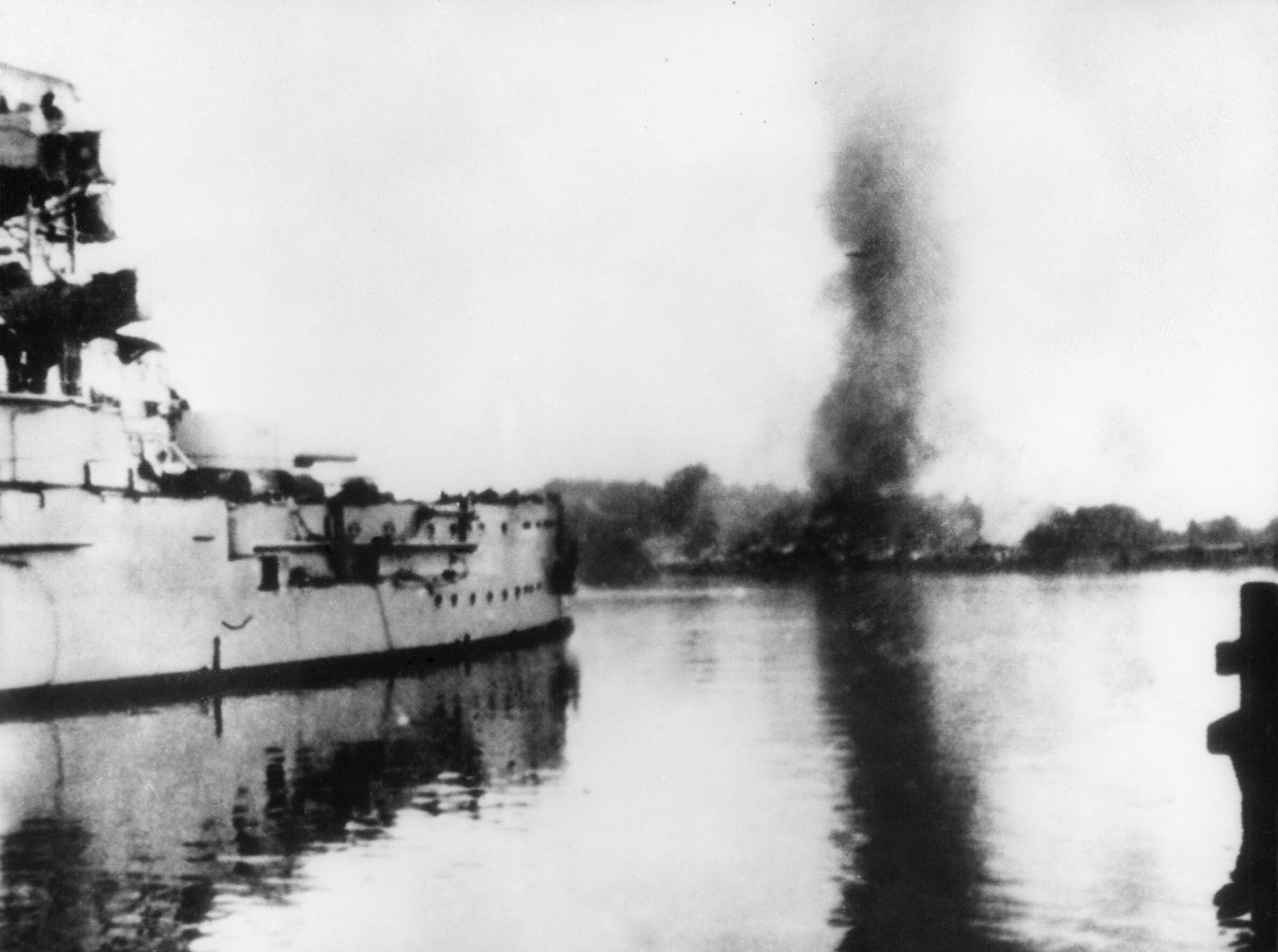
Loď Schleswig-Holstein ostřeluje Westerplatte

V pátek 1. září 1939 ve 4.45 ráno začala děla lodi Schleswig-Holstein, jíž velel námořní kapitán Gustav Kleikamp, bez vyhlášení války ostřelovat polské skladiště na Westerplatte. To bránilo 189 mužů, jimž velel Henryk Sucharski a jeho zástupcem byl Franciszek Dąbrowski. Útok německé lodi je považován za začátek druhé světové války, ačkoli na město Wieluń začaly padat bomby již ve 4.40 hodin.
Ostřelování z lodi trvalo sedm minut, během nichž na poloostrov dopadlo 67 střel. Po útoku se rozprostřelo ticho. Následně na skladiště zaútočily jednotky gdaňských SS, které dosud vyčkávaly na břehu podél přístavního kanálu. Obráncům Westerplatte se je ale podařilo odrazit.
V další fázi začali cesty spojující jednotlivé objekty na Westerplatte ostřelovat němečtí kulometčíci nacházející se v hnízdech v nejvrchnějších patrech vysokých domů na protějším břehu kanálu Mrtvé Visly. Proti těmto ostřelovačům se obránci úspěšně bránili střelbou z 75mm pěchotního děla. Kolem osmé hodiny ranní následovalo několikaminutové ostřelování poloostrova z lodi Schleswig-Holstein, během něhož se Němcům podařilo vyřadit z provozu polské pěchotní dělo.
Pak útočníci plánovali polskou posádku přemoci útokem přes oblast nazývanou Prám. Nacházela se v jihovýchodních částech poloostrova. Útočníky kryla palba z lodi Schleswig-Holstein. I tento atak však obránci za pomoci střelby z minometů dokázali odrazit. Blížilo se poledne 1. září a Němci v tu dobu již útočili také na města Gdyně a Oksywie. Ač se Němci i nadále snažili, první den války se jim Westerplatte dobýt nepodařilo.
Během nastalé noci navíc dva polští vojáci záměrně poškodili trať, která na poloostrov z vnitrozemí vedla. Obránci se totiž obávali, že by po ní mohli Němci poslat obrněný vlak, který by mohl těžce poškodit polské objekty. Útočníci o přerušení tratě nevěděli, neboť místo Poláci zamaskovali. Během nočních hodin také obránci pravidelně pohřbívali své padlé spolubojovníky.

### 2.září

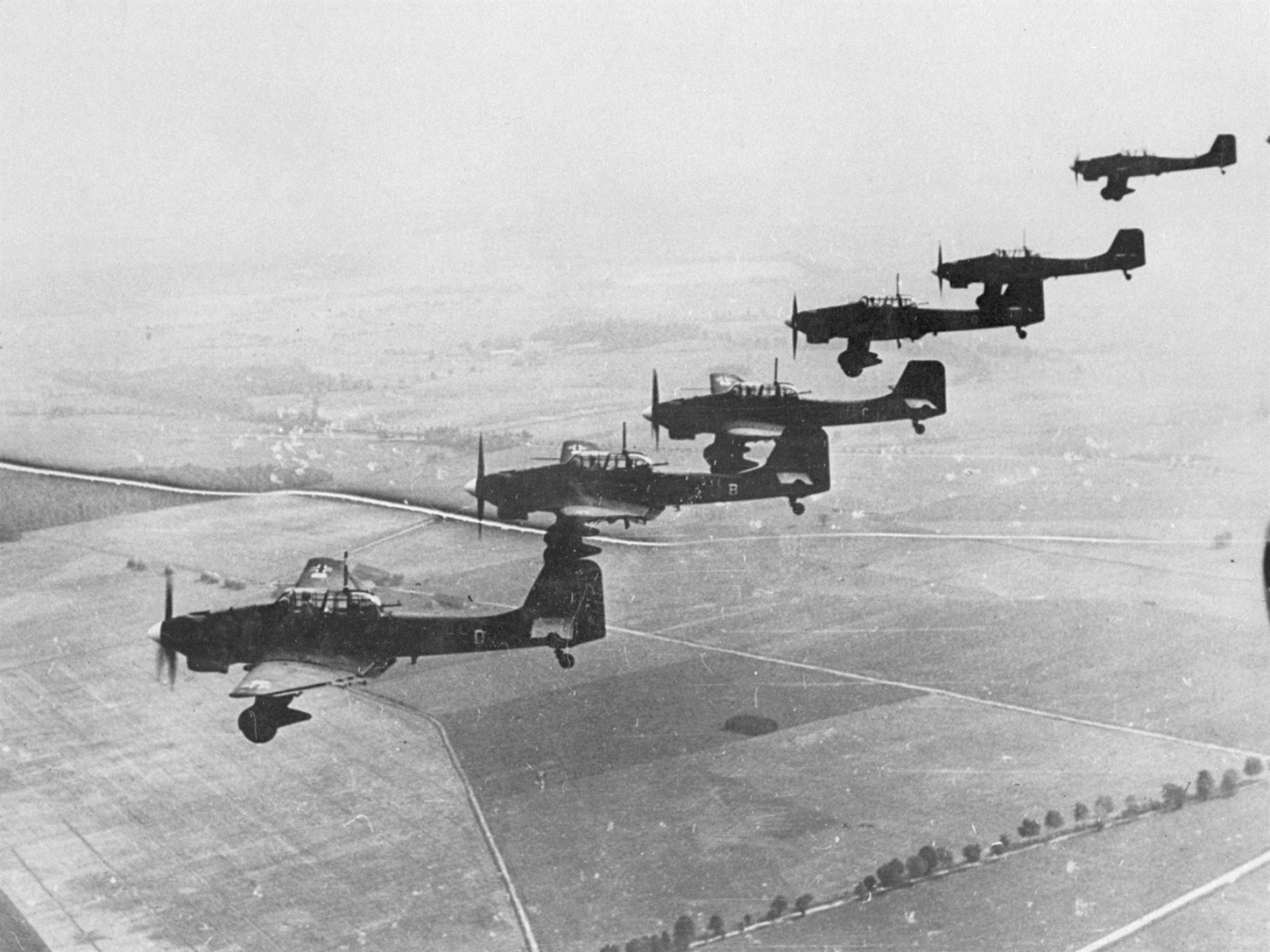
Nálet na poloostrov provedly letouny Junkers Ju 87

Průběh bojů v Polsku sledoval také Adolf Hitler. Zaznamenal tak také neúspěch při dobývání Westerplatte. Němci totiž předpokládali, že ostřelování z lodi Schleswig-Holstein přiměje obránce pevnosti vzdát se hned 1. září ráno. Nařídil proto, že pevnost musí padnout ještě 2. září. Bojová loď se proto přesunula na jiné místo, odkud mohla účinněji pevnost ostřelovat. Přesun lodi probíhal v doprovodu torpédoborců a minolovek. Lodě začaly poloostrov ostřelovat. Největší škodu působil obráncům Schleswig-Holstein, jenž se pohyboval v těsné blízkosti Westerplatte. Střelba z ostatních lodí nebyla tak účinná. Když ataky lodí ustaly, vtrhli na poloostrov Němci. Dosáhli Prámu, kde zakopali těžké kulomety. Kryti jejich střelbou pak následně napadali polská postavení. Přesto se poloostrov dobýt nepodařilo. Odpoledne 2. září útok Němců ustal.
V podvečer ale Němci podnikli na Westerplatte nálet. Útočilo 47 letadel Junkers Ju 87. Shazovaly zápalné fosforové pumy, které zapalovaly les na poloostrově, a tříštivé bomby o hmotnosti půl tuny. Asi po půl hodině letecká operace skončila a atakující letouny odletěly. Zůstal jen jeden německý hydroplán, jenž kroužil nad poloostrovem a monitoroval způsobenou škodu. Obránci při náletu přišli o všechny čtyři minomety umístěné na kasárenském dvoře a ztratili též jeden ze dvou malorážních protitankových kanónů. Letounům se také povedlo vyřadit z provozu radiotelegrafickou stanici ve Westerplatte. Z boje vyřadily rovněž strážnici číslo pět a významně poškodily strážnici číslo dvě. Ušetřen ale zůstal sklad střeliva, jehož železobetonový strop náletu odolal. Mezi 19. a 20. hodinou začal útok německé pěchoty. Žádnému z útočníků se ale polskou obranou projít nepodařilo, a tak pevnost nepadla ani druhý den války.

### 3.září
Ještě před rozedněním 3. září a pak opětovně za svítání se Němci pokusili poloostrov dobýt. V obou případech útočili vojáci z praporu námořníků z lodi Schleswig-Holstein. Ani jeden z ataků však nevedl ke zdárnému cíli. O 11. hodině dopolední londýnského času navíc vyhlásilo Spojené království válku Německu. Odpoledne o 17. hodině učinila tentýž krok také Francie. Téhož dne se navíc německým tankům pod vedením Heinze Guderiana podařilo přerušit Pomořanský koridor a oddělit tak oblast u břehu Baltského moře od zbytku Polska.

### 4.září
Během čtvrtého dne bojů ostřelovaly Westerplatte nejen Schleswig-Holstein, ale také na druhém břehu Mrtvé Visly umístěná dělostřelecká baterie vybavená 88mm děly a současně z Baltského moře též dva torpédoborce. Doplňovaly je baterie houfnic ráže 210 milimetrů a baterie nacházející se v Glettkau (oblast mezi Sopotami a Gdaňskem). Na poloostrov tak dopadaly střely ze všech stran. Přesto se odpor obránců nezlomil.

### 5.září
Pátý den se útočníci zaměřovali především na střed Westerplatte. Několikrát jej atakovali intenzivní dělostřeleckou palbou. Další dva útoky následovaly ještě během noci na 6. září. Poláci však stále odolávali.

### 6.září
Šestý den bojů večer sestavili Němci vlak, skládající se z lokomotivy, která před sebou tlačila cisternový vůz naplněný směsí benzolu a benzínu. Souprava dojela k Westerplatte, kde na mírném svahu, po němž kolejnice klesaly hlouběji do poloostrova, útočníci železniční vůz od lokomotivy oddělili a ten pak vlastní vahou sjížděl vstříc obráncům. Vůz následně stačilo zapálit a vzniklá detonace by vše v jeho okolí zničila. Němci ovšem nevěděli, že Poláci již během noci z 1. na 2. září trať poškodili. V tomto místě jedoucí cisterna vykolejila. Následně ji Poláci rozstříleli, což zapříčinilo její výbuch a požár. Ten pak hořel celou noc.

### 7.září

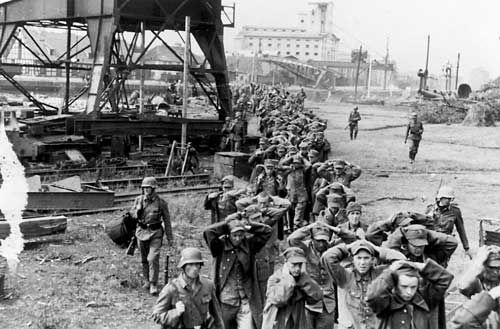
Průvod kapitulujících polských vojáků

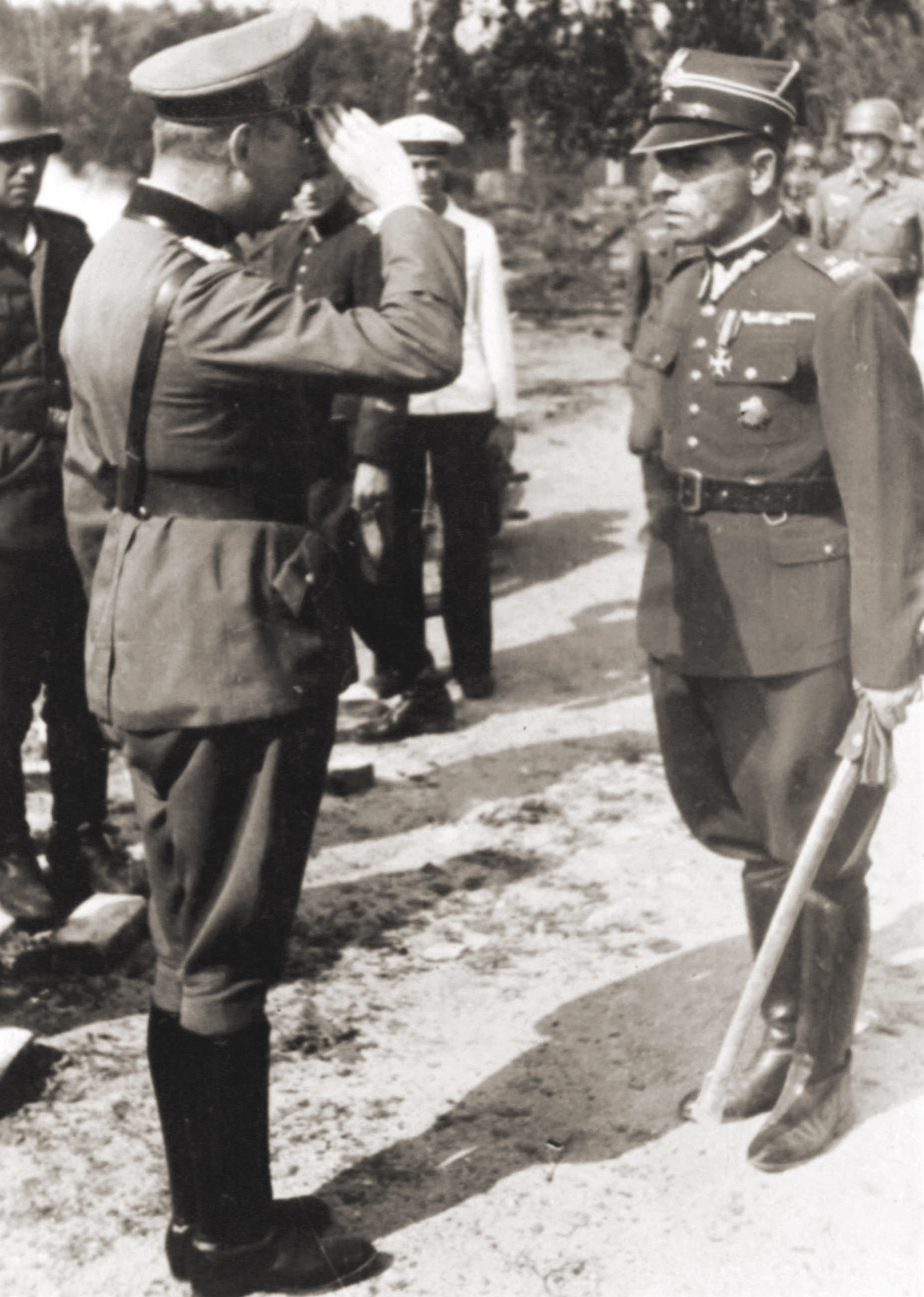
Kapitulující Henryk Sucharski vpravo

Těsně před rozedněním sedmého dne války zaútočili Němci na Westerplatte. Chtěli totiž ukončit zdejší boj, aby mohli jím vázané jednotky přesunout na jiná bojiště. Nejprve na poloostrov útočníci asi čtyři hodiny těžce pálili. Ataku, který poté následoval, se účastnila úderná rota válečného námořnictva, dále rota 1. pluku gdaňské policie, rota školního praporu ženistů se speciálním oddílem plamenometčíků a četa protitankových kanónů spolu s četou pěchotních děl. Nálože a vojáci s plamenomety měli nejprve zničit bunkry, jejichž palba až dosud neprostupně uzavírala průchod polskou obranou linií. Postupně Němci z boje vyřadili obranná stanoviště číslo jedna a dvě. Objekt číslo pět byl zničen již při náletu 2. září.
Asi v čase 9.15 se velitel obránců Henryk Sucharski rozhodl kapitulovat. Příčinou tohoto rozhodnutí se stal nedostatek střeliva spolu s vyčerpáním jeho spolubojovníků a zdravotní stav raněných. Spolu s poddůstojníkem Leonardem Piotrowskim vyrazili držíce bílou vlajku vstříc Němcům. Kapitulovali podplukovníku Karlu Henkemu, jenž byl velitelem ženijního školního praporu. Ten Sucharskému dovolil i nadále nosit jeho šavli jako projev úcty, že se svými muži tak dlouho dokázal vzdoroval nepřátelské přesile. Zbylé vojáky pak přiváděl poručík Stefan Ludwik Grodecki.
Během bojů padlo sedmnáct polských obránců a osmdesát dalších bojovníků bylo raněno. Ztráty útočníků naopak činily čtyři sta bojovníků. Polská armáda tak přes nižší počet bojovníků a navzdory horšímu vybavení dokázala po dobu sedmi dnů odolávat německé přesile. Houževnatost odporu obránců zapříčinila, že boje na Westerplatte vázaly část německého vojska, které tak nemohlo útočit na jiných místech Polska.

## Po válce

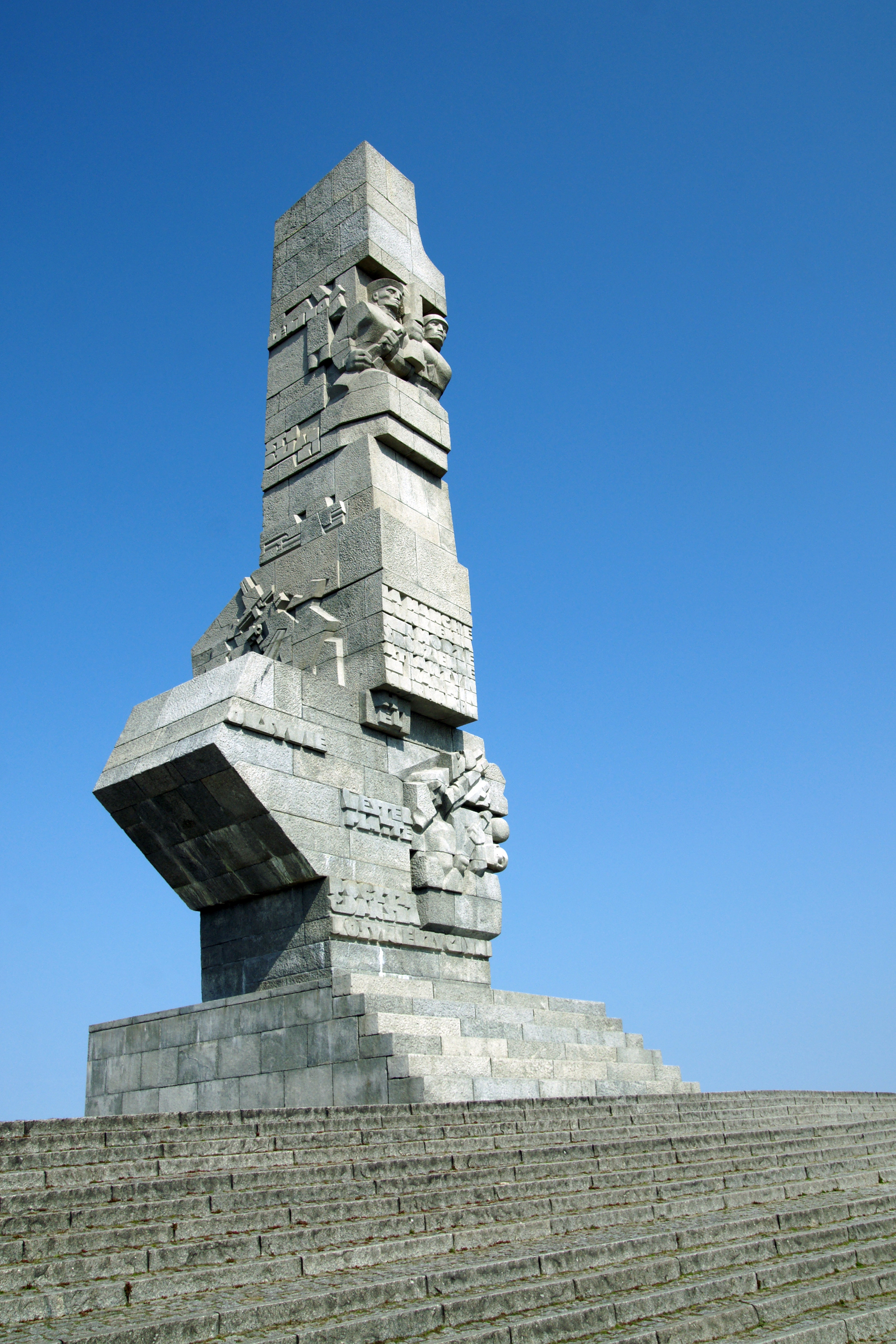
Pomník obráncům Westerplatte

Obránce z Westerplatte vnímají Poláci jako symbol chrabrosti. Dne 9. října 1966 byl na pahorku na Westerplatte odhalen pomník obráncům tohoto místa. Monument dosahuje výšky 25 metrů a jeho autory jsou Adam Haupt, Franciszek Duszeńko a Henryk Kitowski. Sestává ze 240 žulových bloků o celkové hmotnosti 1150 tun. Do stěn pomníku jsou vytesány nápisy. U pomníku se schází vysocí političtí představitelé Polska i dalších států, a to jak při připomínce zahájení druhé světové války, tak také u příležitosti jejího konce.
V okolí lze zhlédnout i další památky mající vztah k událostem ze začátku září 1939. Například zbytky polské kasárny či pozůstatky betonových bunkrů. Nachází se tu též hroby obránců a je zde vystaven tank T-34.
Průběh bojů dokumentuje film Westerplatte režiséra Stanislawa Rózewicze z roku 1967. Stejný námět má též snímek režiséra Pawła Chochlewa z roku 2013 nazvaný Tajemnica Westerplatte.
Průběhu bojů na Westerplatte je věnována stolní desková hra pojmenovaná „7 Days of Westerplatte“, kterou roku 2013 vydal Łukasz Woźniak.